# Gheorghe Plagino
Gheorghe Alexandru Plagino (ur. 16 listopada 1876 w Dumbrăveni w okręgu Vrancea, zm. 3 maja 1949 w Bukareszcie) – rumuński strzelec, pierwszy rumuński olimpijczyk.
Wziął udział w zawodach strzeleckich na igrzyskach olimpijskich w 1900 w Paryżu, w konkurencji trap mężczyzn, w której zajął 13. miejsce.
Był to pierwszy występ zawodnika z Rumunii na igrzyskach olimpijskich, chociaż nie jest oficjalnie uznawany za debiut Rumunii w tych zawodach, ponieważ Rumuński Komitet Olimpijski powstał dopiero w 1914. Następny występ reprezentacji Rumunii miał miejsce podczas igrzysk olimpijskich w 1924 w Paryżu.
Plagino był członkiem Międzynarodowego Komitetu Olimpijskiego w latach 1908-1948. Był również przewodniczącym Federacji Sportów Rumunii w latach 1933-1940 oraz pierwszym przewodniczącym Rumuńskiego Związku Strzelectwa Sportowego.